# La Très Très Grande Entreprise
Pour plus de détails, voir Fiche technique et Distribution.
La Très Très Grande Entreprise est un  film français de Pierre Jolivet sorti en 2008.

## Synopsis
À la suite de la pollution d'un lac par une usine d'une très grande entreprise, de nombreux commerces situés autour de ce lac sont obligés de mettre la clé sous la porte.  Un procès s'engage condamnant la société à une indemnisation dérisoire.  Afin de trouver un élément nouveau et de faire appel du jugement, quatre victimes décident de s'infiltrer dans l'entreprise. 
C'est une comédie sociale qui critique les dégâts écologiques et humains occasionnés par les multinationales (ici, la multinationale agrochimique Naterris), à travers la résistance de quatre irréductibles riverains qui refusent l'indemnisation proposée.

## Fiche technique
- Titre : La Très Très Grande Entreprise
- Réalisation : Pierre Jolivet
- Scénario et dialogues : Pierre Jolivet et Simon Michaël
- Images : Pascal Ridao
- Musique : Manu Katché
- Production : Charles Gassot et Jacques Hinstin
- Sociétés de production : Produire à Paris, Pathé, France 2 Cinéma
- Société de distribution : Pathé distribution
- Décors : Denis Renault
- Montage : Yves Deschamps et Charlotte Theillard
- Costumes : Jacqueline Bouchard
- Langue : français
- Date de sortie[1] :  France : 5 novembre 2008

## Distribution
- Marie Gillain : Mélanie
- Roschdy Zem : Zacharias Abdoul Al Mohamed, dit Zak
- Jean-Paul Rouve : Denis
- Adrien Jolivet : Kevin
- Guilaine Londez : Brigitte Lamarcq, cadre sévère séduite par Zak
- Arlette Thomas : Mme de Marthod, la dame âgée qui « loge » le quatuor
- Wilfried Romoli : Romolli, le chef de la sécurité de Naterris
- Vikash Dhorasoo : Sanjay, l'avocat indien ami de Kevin
- Nicolas Marié : maître Dessax
- Denis Ménochet : Gilles
- Anne Loiret : Sophie Dantec, la PDG de Naterris
- Éric Prat : Boisselier
- Cyril Couton : Philippe Malzieux
- Scali Delpeyrat : Boissy D'Anglas
- Ludovic Bergery : Philippe
- Serge Larivière : Monsieur Andretti, le supérieur de Denis chez Naterris

## Distinctions
Le film a gagné le prix du Public au premier Festival CinémaScience à Bordeaux.

## Analyse